# Molophilus tateanus
Molophilus tateanus är en tvåvingeart som beskrevs av Alexander 1962. Molophilus tateanus ingår i släktet Molophilus och familjen småharkrankar. Inga underarter finns listade i Catalogue of Life.